# Urumita (ort)
Urumita är en ort i Colombia.   Den ligger i departementet La Guajira, i den norra delen av landet, 700 km norr om huvudstaden Bogotá. Urumita ligger 248 meter över havet och antalet invånare är 8 509.
Terrängen runt Urumita är varierad. Runt Urumita är det ganska tätbefolkat, med 108 invånare per kvadratkilometer. Närmaste större samhälle är Villanueva, 6,2 km nordost om Urumita. Omgivningarna runt Urumita är huvudsakligen savann.